# Máximo López May
Máximo López May (Buenos Aires, 27 de noviembre de 1976) es un chef y presentador de televisión. Es el hermano de la chef Juliana López May.

## Biografía
Máximo López May, creció en una familia en donde el amor por la cocina se respiraba en el aire. Ayudando a su madre en las preparaciones caseras (flanes), se dio cuenta de su amor por la cocina. Su primera experiencia profesional fue en el restaurante “Llers”, 1994, junto al hoy reconocido Fernando Trocca. Allí conoció los aspectos de la alta cocina. Tiempo más tarde decidió unirse al equipo de Francis Mallmann en “Los Negros” para hacer la temporada de verano en Uruguay.
A su regreso a Buenos Aires comenzó a trabajar con Pablo Massey. Junto a él abrió varios restaurantes (Las Cañitas, Posadas), restaurantes de temporada en el sur y en Punta del Este), realizó programas de televisión (rock & cook, Massey cocina, El gourmet, etc.) y fue consultor gastronómico. 
Con tan solo 21 años, Máximo fue tentado para irse a trabajar a Europa. Fue Inglaterra donde el afamado chef Darren Simpson (Head Chef River Café London) le ofreció abrir un restaurante en Sídney.
Poco tiempo después de su experiencia en Australia conquistó Nueva York, abriendo un Bistró Argentino y el “SOHO House” en Manhattan.
Años más tarde regresó a su país para hacerse cargo de la cocina del Restaurante “La Corte”, elegido por la prensa especializada como el “Mejor Restaurante de 2004”.
En 2005 Máximo se unió al personal de Palacio Duhau – Park Hyatt, Buenos Aires, asumiendo la responsabilidad de la cocina de Gioia Restaurante & Terrazas. Para ocupar luego la posición de Sous chef ejecutivo.
Luego trasladado a Estados Unidos, Nueva York, para manejar las cocinas, como chef ejecutivo, de la nueva cadena de hoteles Andaz, de Hyatt.
En 2012 vuelto nuevamente, esta vez como chef ejecutivo, al prestigioso Palacio Duhau, Park Hyatt Buenos Aires
A principios de 2014 es promovido como "Chef Corporativo" de Hyatt All-Inclusive Hotels de Playa Resorts & Hotels para México & Caribe 
A principios de 2016 es transferido nuevamente a Estados Unidos para ocupar el cargo de director culinario para las Américas de las marcas Park Hyatt, Andaz, Centric y Collections teniendo como sede la ciudad de Chicago
En 2017 se integra Rosewood Hotels & Resorts como Senior Corporate Director of Culinary Development, Americas and Europe
Desde el año 2006 ha tenido varias apariciones televisivas en la señal de Elgourmet.com en los ciclos, “Rescate Gourmet”, “4 Chefs, 4 Ingredientes”, “Comando Gourmet” "Máximo Clásico",“Parrilla al Máximo” y en marzo de 2011 un nuevo programa llamado "Máximo en New York", en 2012 estrenar "Máximo en China" un recorrido increíble por el lejano oriente, en 2013 realizando "Máximo Menos es Mas" donde pregona la sencillez y la calidad por sobre todas las cosas. En enero de 2022, en la señal Elgourmet.com, empezó una serie de 22 episodios con su hermana Juliana López May el ciclo Juliana y Máximo. El programa se emite de lunes a viernes, a las 16.30 y a las 20.30, y el concepto que atraviesa el envío es “las recetas heredadas de la familia”.
A mediados de 2012 lanza su libro de cocina, MÁXIMO PLACER EN LA COCINA, una revisión de su pasado gastronómico, su historia, su sentir y su dirección siempre ligada a la cocina, 
Divertido, fresco, simple y elegante este libro entretiene al lector al mismo tiempo que fomenta las ganas de cocinar.Hoy opera con la Cadena hotelera Rosewood Hotel & Resorts ocupando el cargo de Senior Corporate Director of Culinary Development, en dicha posición se encarga del desarrollo de la cocina a nivel de Cadena hotelera además de fomentar y desarrollar nuevas tendencias dentro de la cocina. Su papel se ha destacado también por las numerosas aperturas de nuevos hoteles en los últimos 2 años.